# Optionale Typisierung
Optionale Typisierung bezeichnet eine Form der Typisierung, die weder syntaktisch noch semantisch benötigt wird, und somit keinen Einfluss auf die dynamische Semantik der Sprache hat. Um die Vorteile starker Typsysteme nutzbar zu machen, können diese optional eingebunden werden. Die eingebundenen Typisierungen können parallel oder in unterschiedlicher Form seriell eingesetzt werden. Programmiersprachen mit optionaler Typisierung sind beispielsweise Objective-C, Strongtalk, Dart, mypy und Newspeak.

## Kennzeichen
- Wichtigstes Erkennungsmerkmal einer optionalen Typisierung ist, dass die im Quellcode der Sprache verwendeten Typen keinerlei Auswirkungen auf die Semantik zur Laufzeit haben.
- Typ-Annotationen werden unterstützt, sind aber nicht verpflichtend.

## Nutzen
Typ-Annotationen ermöglichen eine Unterstützung der Programmierer durch die integrierte Entwicklungsumgebung wie Code-Vervollständigung, zeitnahe Fehlererkennung und aussagekräftige Fehlermeldungen.